# 런쯔웨이
런쯔웨이(중국어: 任子威, 병음: Rén Zǐwēi, 한자음: 임자위, 1997년 6월 3일~)는 중화인민공화국의 쇼트트랙 선수이다. 2016년 세계 주니어 선수권 대회에서 중국 선수 최초로 개인종합 우승을 차지했으며, 2018년 동계 올림픽에서 계주 은메달, 2022년 동계 올림픽에서 1000m, 혼성 계주 금메달을 획득했다.